# Neudorf (Gemeinde Pabneukirchen)
Neudorf ist eine Ortschaft in der Gemeinde Pabneukirchen im Bezirk Perg, Oberösterreich.
Die Ortschaft befindet sich nordöstlich von Perg im Unteren Mühlviertel in der Riedmark, einem historischen Kernland Oberösterreichs. Am 1. Jänner 2024 zählte die Ortschaft 172 Einwohner.